# Relationer mellan Estland och Lettland

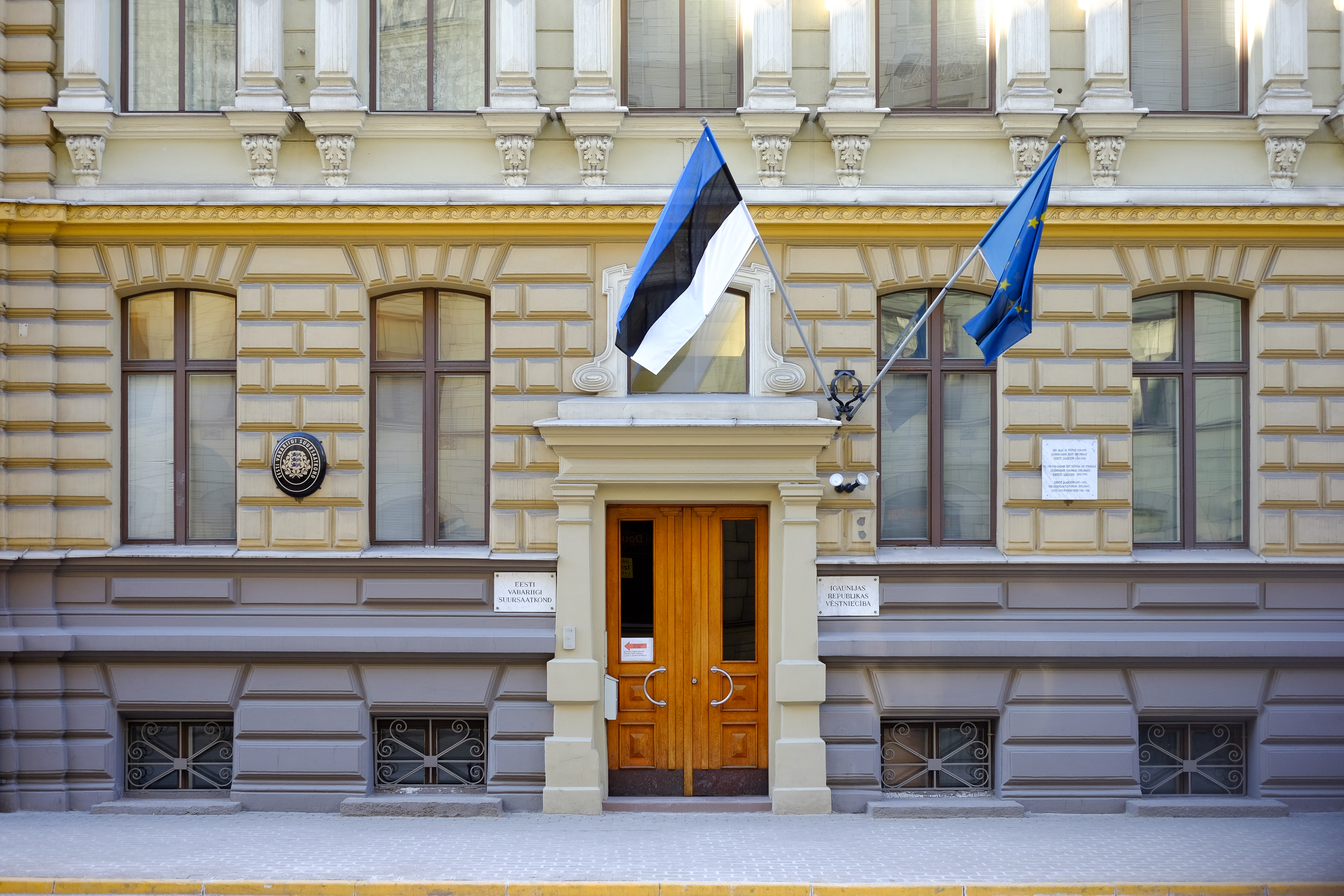
Estlands ambassad i Riga

Relationer mellan Estland och Lettland började på diplomatisk nivå december 1918. Diplomatiska relationer knöts åter 6 september 1991. Estland har en ambassad i Riga, och Lettland har en ambassad i Tallinn.
Under första kvartalet av 2015 var Lettland Estlands tredje största handelspartner. Exporten från Estland till Lettland var 1,3 miljarder euro 2014, medan importen var 1,17 miljarder.
Estland och Lettland har mycket samarbete kring försvaret. Exempel på samarbete mellan länderna är Baltic Defence College och BaltNet.
I Lettland bor cirka 2300 etniska ester.
18 februari 2009 skrev Estlands utrikesminister Urmas Paet och Lettlands utrikesminister Māris Riekstiņš under ett avtal om ett grundandet av ett pris för översättningar från estniska till lettiska och lettiska till estniska.
I början av 2012 publicerades den hittills största liviska ordboken som ett samarbete mellan Estland och Lettland.
De två länderna är medlemmar i EU och Nato.